# Pala (Pinhel)
Pala es una freguesia portuguesa del concelho de Pinhel, con 13,12 km² de superficie y 629 habitantes (2001). Su densidad de población es de 47,9 hab/km².